# Interlaken
Interlaken je obec (malé město) v okrese Interlaken-Oberhasli v kantonu Bern ve Švýcarsku. Leží mezi Brienzským a Thunským jezerem, kterým také vděčí za svůj název. Interlaken je znám zejména jako turistická destinace v oblasti Berner Oberland. Žije zde přibližně 5 600 obyvatel.

## Geografie

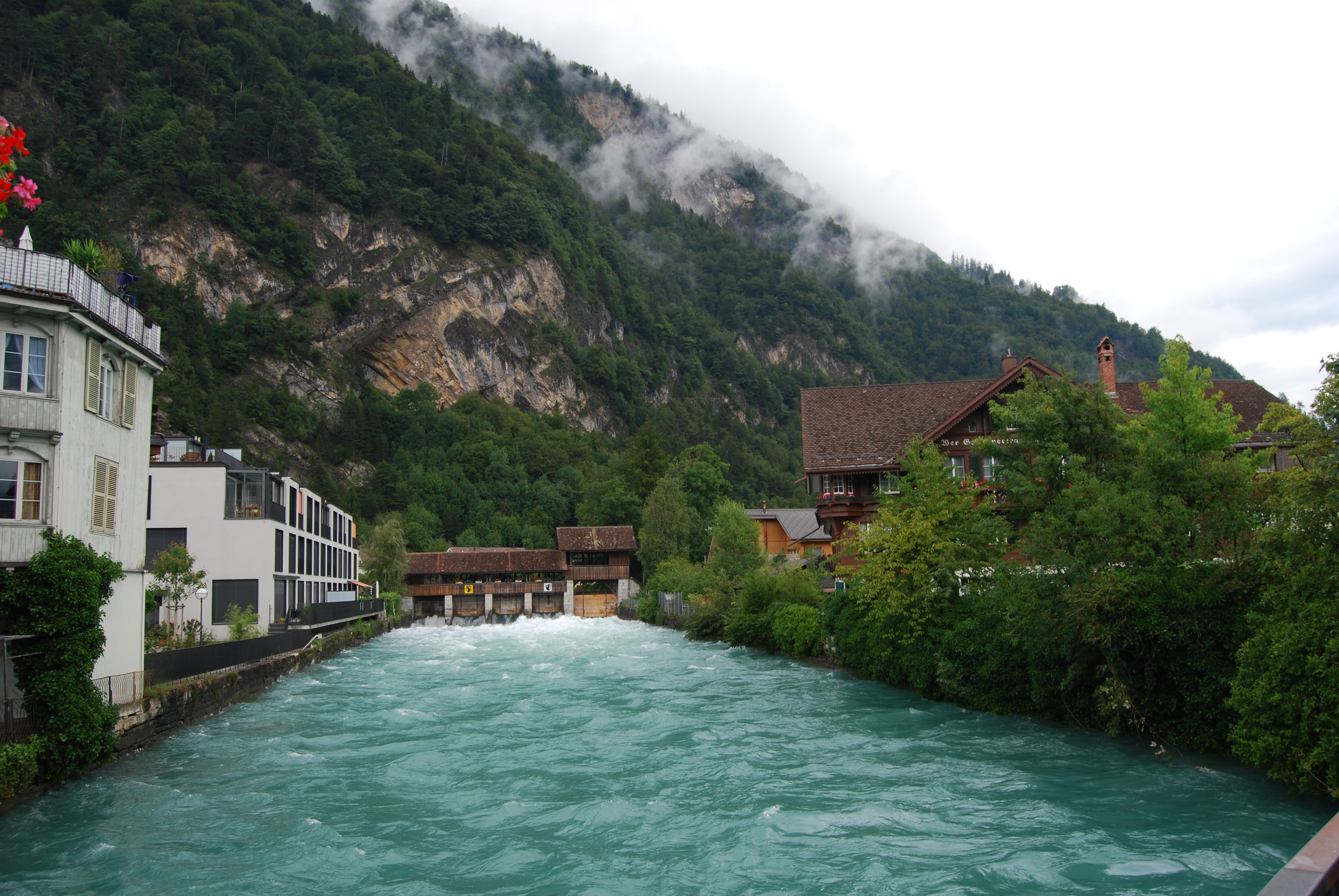
Vodní kanál mezi jezery

Interlaken se nachází v pohoří Berner Oberland na úseku řeky Aary mezi Brienzským a Thunským jezerem. Řeky Lütschine z jihu a Lombach ze severu vyplnily údolí mezi oběma jezery svými sedimenty a vytvořily na řece Aare širokou rovinu zvanou Bödeli. Na ní leží obce Interlaken, Matten, Bönigen a Unterseen. Úsek řeky mezi jezery je dlouhý téměř šest kilometrů. Ve středověku bylo koryto Lütschine posunuto směrem na východ, aby se vodní dílo vlévalo do Brienzského jezera a neohrožovalo již osadu Interlaken svými splaveninami a záplavami. Toto stavební opatření je považováno za první velkou úpravu vodního toku na území Švýcarska. Vedle Aary vede od Thunského jezera k přístavišti u železniční stanice Interlaken západ plavební kanál vybudovaný v 90. letech 19. století. Nad kanálem se nachází hydroelektrárna Interlaken, postavená v roce 1894, která využívá část šestimetrového výškového rozdílu mezi Brienzským a Thunským jezerem.
Obec Interlaken zahrnuje část roviny jižně od řeky Aary, jižní břeh podél plavebního kanálu až k Thunskému jezeru a pás na severním svahu až k Wannichnubelu (1585 m n. m.). Na tomto strmém jižním svahu se v oblasti Wanniwald nachází přírodní rezervace Bleikiwald, která je zařazena do Spolkového seznamu suchých luk a pastvin národního významu jako cenný polosuchý travní porost. Na hřebeni západně od této hory se nachází vyhlídka Harder Kulm (v oblasti Unterseenu), která je dostupná lanovkou. Na Heimwehfluh (660 m n. m.) na jihu (na území obce Matten) se lze dostat po železnici i po silnici. Obce Interlaken, Unterseen, Matten, Wilderswil a Bönigen tvoří dohromady aglomeraci s přibližně 20 000 obyvateli.
Interlaken historicky patří do farnosti Gsteig. Dnes se nazývá „reformovaná farnost Gsteig-Interlaken“ a je rozdělena na tři menší farnosti, přičemž Interlaken patří do farnosti Interlaken-Matten.
Sousedními obcemi Interlakenu jsou Matten bei Interlaken, Bönigen, Ringgenberg a Unterseen.
Obec má výhodnou polohu na spojnicích Bern – Grimselpass – Valais, Bern – Sustenpass – Uri, Bern – Brünigpass – Lucern a Montreux – Interlaken – Brünigpass – Lucern. Z Interlakenu se rozvětvují údolí Lauterbrunnen a Grindelwald, čímž se Interlaken stává centrem východní části Berner Oberlandu.
V Interlakenu překračuje řeku Aaru 22 mostů a lávek. Z katastru Interlakenu je 26,4 % využito pro zemědělské účely, zalesněno je 21,6 %. Zbytek oblasti, tj. 45,2 % je zastavěno a 6,9 % jsou řeky, ledovce a hory.

## Historie

Interlaken na počátku 19. století

Až do roku 1891 se obec jmenovala Aarmühle a poté dostala svůj současný název Interlaken. Nachází se na ploštině Bödeli mezi Thunským a Brienzským jezerem, k čemuž odkazuje i název obce, který je odvozen z latinského inter lacūs (mezi jezery). Na pečeti sousední obce Unterseen, která se používá od roku 1280, je nápis: S[igillum] Civitatis Inderlapen (tedy Pečeť obce Inderlapen).
V pozdním středověku, kdy město Bern začalo určovat panství kláštera Interlaken, panství Unspunnen s hradem Unspunnen a městečko Unterseen, se pojem Interlaken vztahoval na oblast před městskou branou Unterseenu.
Kolem roku 1130 nechal baron Seliger von Oberhofen postavit na místě zvaném Matten mezi Thunským a Brienzským jezerem dřevěnou modlitebnu, z níž vznikl klášter Interlaken. Klášter patřil řádu augustiniánů. V Interlakenu žilo asi 30 mnichů a laiků podle augustiniánské řehole. V roce 1133 přešel klášter pod patronát císaře Lothara III. Na řece Aaře stál klášterem pravděpodobně založený mlýn Aarmühle. V roce 1224 vzalo klášter pod svou ochranu město Bern. Ženský klášter, který existoval vedle mužského kláštera, byl zrušen v roce 1484.

Letecký pohled (1925)

Po reformaci připadlo území Interlakenu v roce 1528 po zrušení kláštera Bernu. V budovách bývalého kláštera sídlil bernský hofmistr Interlakenu.
V roce 1798 se Interlaken stal sídlem stejnojmenného okresu v kantonu Oberland, který však byl již v roce 1803 začleněn do kantonu Bern. Od roku 1831 je Interlaken hlavním městem okresu Interlaken. Ten byl v roce 2010 sloučen do správního obvodu Interlaken-Oberhasli.
Kolem roku 1800 hory Berner Oberlandu objevili a popsali cestovatelé včetně Johanna Wolfganga von Goetheho, lorda Byrona a Felixe Mendelssohna Bartholdyho. Ve druhé polovině 19. století se Interlaken rozvinul v turistické letovisko a opětovný rozmach zaznamenal po vybudování dráhy Berner Oberland-Bahn do Lauterbrunnenu a Grindelwaldu v roce 1890 a dráhy Jungfraubahn v roce 1912.
Významné pro rozvoj cestovního ruchu byly slavnosti Unspunnenfest a Tellské hry, které jsou běžně spojovány s Interlakenem, ale konají se na území sousedních obcí Wilderswil a Matten; avšak slavnosti Unspunnen se nyní konají v samotném Interlakenu.
V roce 1913 byl vybudován lodní kanál od Thunského jezera k železniční stanici Interlaken West.
Během druhé světové války sídlilo v Interlakenu v letech 1941–1944 ve vile Cranz (nyní patřící místní samosprávě) velitelství armády generála Guisana. V Bödeli se nacházelo letiště Interlaken Reduit a pět dělostřeleckých děl ve skalních stěnách v okolí.

## Obyvatelstvo
| Vývoj počtu obyvatel | Vývoj počtu obyvatel | Vývoj počtu obyvatel | Vývoj počtu obyvatel | Vývoj počtu obyvatel | Vývoj počtu obyvatel | Vývoj počtu obyvatel | Vývoj počtu obyvatel | Vývoj počtu obyvatel | Vývoj počtu obyvatel | Vývoj počtu obyvatel | Vývoj počtu obyvatel | Vývoj počtu obyvatel | Vývoj počtu obyvatel | Vývoj počtu obyvatel |
| -------------------- | -------------------- | -------------------- | -------------------- | -------------------- | -------------------- | -------------------- | -------------------- | -------------------- | -------------------- | -------------------- | -------------------- | -------------------- | -------------------- | -------------------- |
| Rok                  | 1764                 | 1850                 | 1880                 | 1900                 | 1930                 | 1950                 | 1960                 | 1970                 | 1980                 | 1990                 | 2000                 | 2010                 | 2018                 |                      |
| Počet obyvatel       | 397                  | 1054                 | 2085                 | 2962                 | 3771                 | 4368                 | 4738                 | 4735                 | 4852                 | 5176                 | 5199                 | 5429                 | 5610                 |                      |

Úředním jazykem Interlakenu je němčina, ke které se hlásí jako k primárnímu jazyku 83,4 % obyvatel. Na dalších místech je s 3,9 % portugalština a s 2,8 % italština.

## Podnebí
| Interlaken – podnebí           | Interlaken – podnebí | Interlaken – podnebí | Interlaken – podnebí | Interlaken – podnebí | Interlaken – podnebí | Interlaken – podnebí | Interlaken – podnebí | Interlaken – podnebí | Interlaken – podnebí | Interlaken – podnebí | Interlaken – podnebí | Interlaken – podnebí | Interlaken – podnebí |
| Období                         | leden                | únor                 | březen               | duben                | květen               | červen               | červenec             | srpen                | září                 | říjen                | listopad             | prosinec             | rok                  |
| ------------------------------ | -------------------- | -------------------- | -------------------- | -------------------- | -------------------- | -------------------- | -------------------- | -------------------- | -------------------- | -------------------- | -------------------- | -------------------- | -------------------- |
| Průměrné denní maximum [°C]    | 1,9                  | 4,3                  | 8,5                  | 12,8                 | 17,3                 | 20,4                 | 23                   | 22                   | 18,8                 | 13,8                 | 7,1                  | 2,7                  | 12,7                 |
| Průměrná teplota [°C]          | −1,2                 | 0,4                  | 3,6                  | 7,4                  | 11,6                 | 14,7                 | 16,9                 | 15,9                 | 13,1                 | 8,5                  | 3                    | −0,4                 | 7,8                  |
| Průměrné denní minimum [°C]    | −4,1                 | −3,1                 | −0,7                 | 2,6                  | 6,5                  | 9,7                  | 11,9                 | 11,4                 | 8,7                  | 4,6                  | 0                    | −3,1                 | 3,7                  |
| Průměrné srážky [mm]           | 75                   | 76                   | 85                   | 89                   | 109                  | 139                  | 128                  | 145                  | 81                   | 78                   | 90                   | 80                   | 1 174                |
| Dní se srážkami                | 10,1                 | 9,6                  | 12,1                 | 11,8                 | 13,9                 | 14,2                 | 12,8                 | 13,5                 | 9                    | 8,4                  | 10                   | 10,1                 | 135,5                |
| Zdroj: MeteoSchweiz 8 May 2009 |                      |                      |                      |                      |                      |                      |                      |                      |                      |                      |                      |                      |                      |

## Hospodářství a turismus

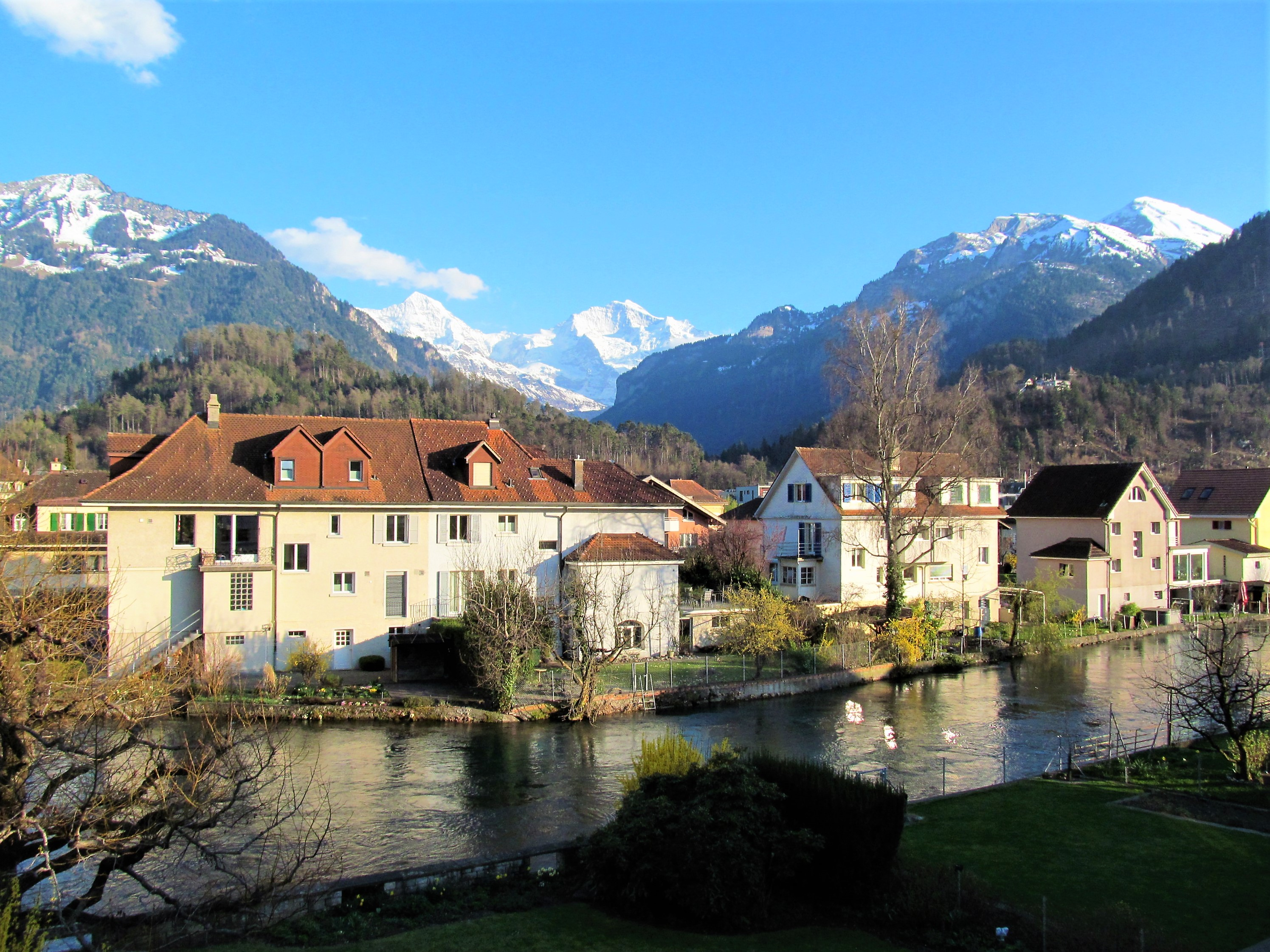
Interlaken; v pozadí masiv Jungfrau a Mönch

Interlaken je jedním z hlavních turistických center oblasti Berner Oberland a disponuje infrastrukturou 60 hotelů s přibližně 4100 lůžky, šesti mládežnickými ubytovnami nebo hostely s přibližně 450 lůžky, osmi kempy s 1045 místy a prázdninovými byty s přibližně 1000 lůžky. Nejznámějším hotelem je Victoria-Jungfrau Grand Hotel & Spa a nejstarším je hotel Interlaken (od roku 1323). Sdružení Tourismus-Organisation Interlaken TOI (zkráceně Interlaken Tourism) prezentuje nejen nabídku přímo v Interlakenu, ale zastupuje také obce Unterseen, Matten, Wilderswil na plošině Bödeli a sousední obce Saxeten a Gsteigwiler. Jako zastřešující značky zastupuje TOI také obce a města v okolí jezer Brienz a Thun a přírodní park Diemtigtal.
Město nabízí turistům základnu, z níž je možno uskutečnit výlety do okolí vlakem nebo autobusem. Hlavní atrakcí je masiv Jungfrau (4158 m n. m.) a sedlo Jungfraujoch (3450 m n. m.), přístupné přes Grindelwald. Další zajímavostí je Mystery Park, paranormální zábavný park ve vlastnictví Ericha von Dänikena, který byl uzavřen v roce 2006 po třech letech výstavby a následně z finančních důvodů znovuotevřen v roce 2009.
V současné době je hlavním příjmem města turistický ruch, i když je zde několik výrobních firem různé velikosti a různého zaměření. V minulosti byl pro město důležitý i textilní a hodinářský průmysl a tisk.

## Doprava

### Železniční doprava

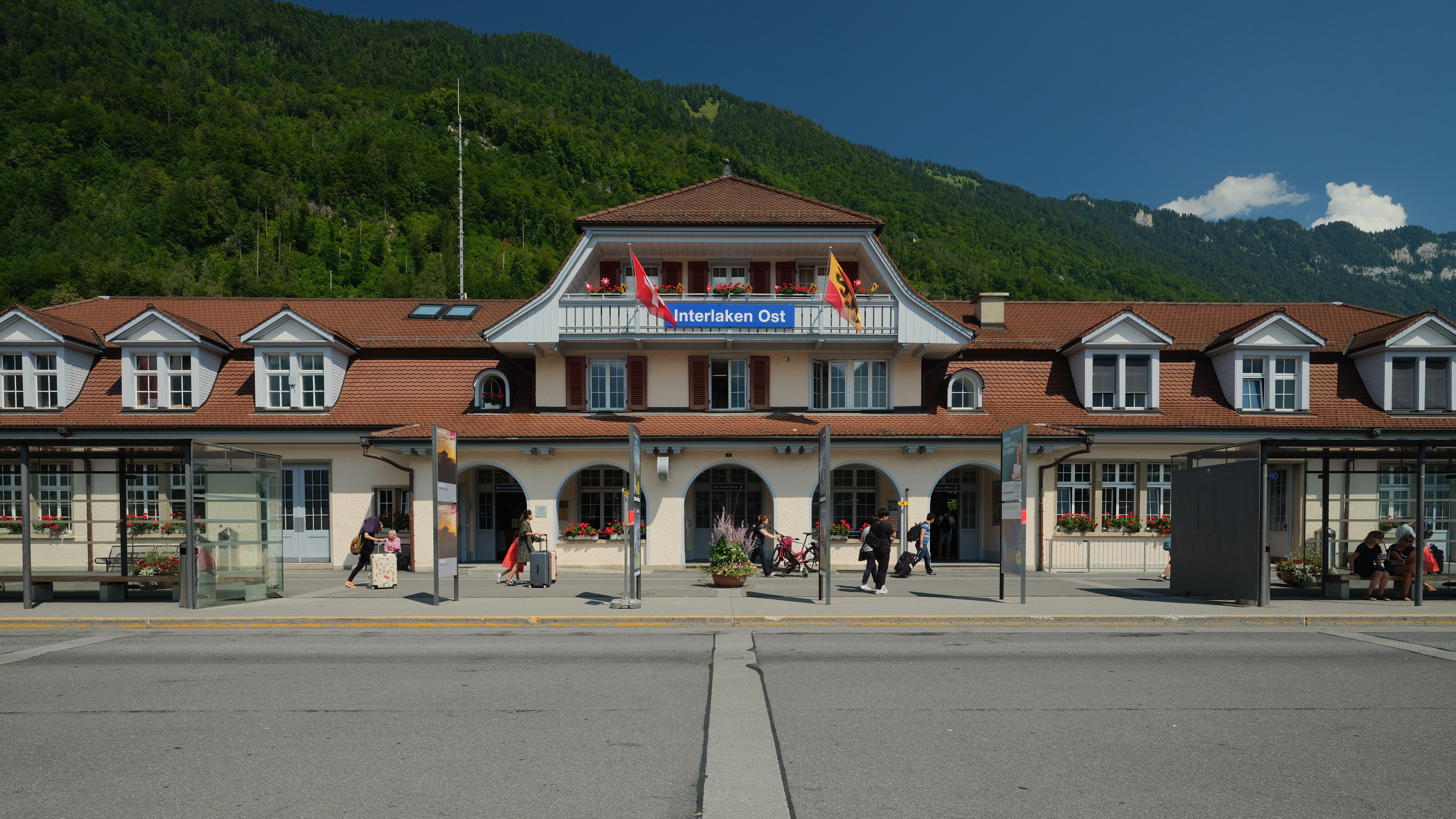
Železniční stanice Interlaken Ost

Interlaken má dvě železniční stanice: stanice Interlaken Ost se nachází asi kilometr od Brienzského jezera a stanice Interlaken West je na konci plavebního kanálu a nabízí přestup z pravidelných lodí, plujících po jezerech, na vlak. Obě stanice jsou napojeny na švýcarskou síť spojů kategorie InterCity. Interlaken je tak s necelými 5500 obyvateli nejmenší švýcarskou obcí, která má více než jednu stanici InterCity (po Basileji, Curychu a Grenchenu).
Interlaken Ost je výchozím bodem úzkorozchodné trati Brünigbahn společnosti Zentralbahn, vedoucí přes Meiringen do stanice Lucern a Berner-Oberland-Bahn, která je rovněž úzkorozchodná, do Grindelwaldu a Lauterbrunnenu.
Z Interlakenu Ost vede trať normálního rozchodu, tzv. Thunerseebahn, která nyní patří společnosti BLS AG, přes Interlaken West do Spiezu, kde se napojuje na hlavní trať BLS (Lötschberská dráha v ose Valais – Lötschberg – Spiez – Thun – Bern). Regionální vlaky jezdí do Spiezu každou hodinu. Meziměstské vlaky jezdí každou půlhodinu z Interlakenu přes Bern do Basileje; některé pokračují také jako vlaky ICE směrem na Frankfurt nad Mohanem a Berlín. Přes Zweisimmen do Montreux jezdí Golden Pass Express. Do Paříže jezdí také přímé spojení TGV (od prosince 2021).

### Silniční doprava

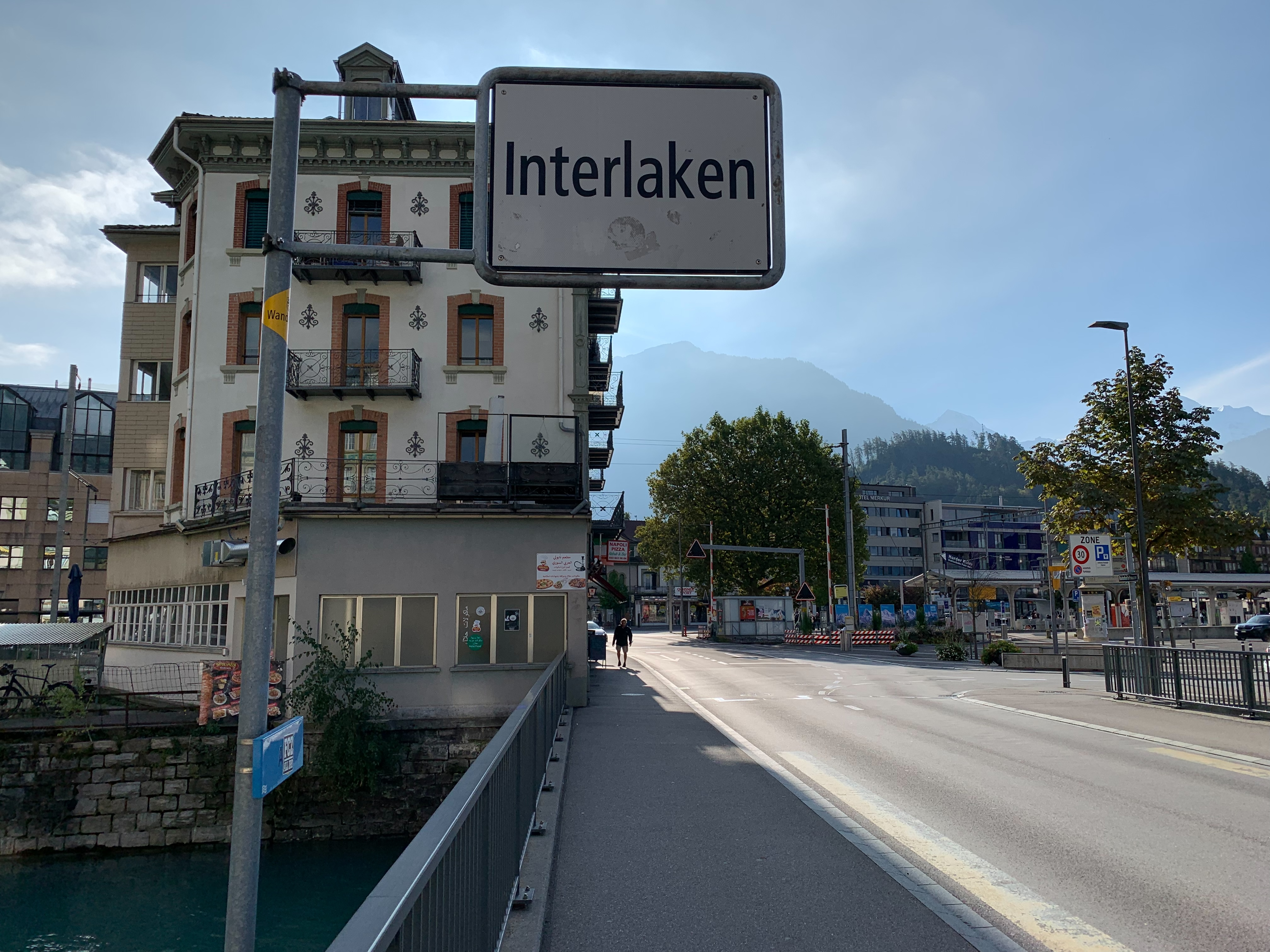
Silniční příjezd do Interlakenu

Interlaken je napojen na hlavní silniční síť prostřednictvím dálnice A8. V obci se nacházejí dva sjezdy, Interlaken West a Interlaken Ost.
Ze Spiezu prochází obcí Interlaken společně hlavní silnice č. 6, která vede přes údolí Haslital do průsmyku Grimselpass, a hlavní silnice č. 11, která vede do průsmyku Sustenpass, a překračují zde řeku Aaru. Hlavní silnice 221 vede z Bernu přes Thun a podél Thunského jezera do Interlakenu a dále do Grindelwaldu.
Od roku 1914 byla konečná stanice tramvaje Steffisburg – Thun – Interlaken na nádraží Interlaken West. V roce 1939 byla tramvaj zrušena a doprava převedena na autobusovou dopravu; v současnosti je linka dopravního podniku STI provozována pod číslem 21.

## Partnerská města
- City of Scottsdale, USA
- Chuang-šan, Čína
- Ócu, Japonsko
- Třeboň, Česko
- Zeuthen, Německo